# Biblioteca storica della città di Parigi
La Biblioteca storica della città di Parigi (BHVP)  è una biblioteca pubblica specializzata nella storia di Parigi e dell'Île-de-France. Parte della rete delle biblioteche municipali della città di Parigi, si trova dal 1969 negli hotel Angoulême o Lamoignon, al 24 rue Pavée, nel IV arrondissement di Parigi
Le sue collezioni, che comprendono circa due milioni di documenti, riguardano la storia di Parigi e dell'Île-de-France in tutti i suoi aspetti: storia topografica e monumentale, politica, religiosa, sociale e culturale. Conserva inoltre importanti raccolte relative al teatro e alla letteratura.
La sua missione è fornire a chiunque sia interessato a questi temi le risorse documentarie che conserva e arricchisce. È gestita, dal 2008, da Emmanuelle Toulet.

## Storia

### Storia della biblioteca
La prima biblioteca della città di Parigi venne fondata grazie ad Antoine Moriau (1699-1759). Procuratore della città di Parigi dal 1722 al 1755, collezionista di libri e vari documenti su Parigi, affittò l'hotel Angoulême-Lamoignon per installarvi le sue collezioni, che lasciò in eredità alla città di Parigi. Il comune decise quindi di aprire lì la prima biblioteca pubblica della città, inaugurata il 13 aprile 1763, diretta dal bibliotecario Pierre Nicolas Bonamy.
Nel marzo 1795, un decreto pose la biblioteca "a disposizione dell'Institut de France”, e le collezioni vennero per la maggior parte integrate nella biblioteca dell'Istituto, privando così la città di Parigi della sua biblioteca.
Nel 1804, il Prefetto della Senna, Nicolas Frochot, diede alla biblioteca della Scuola Centrale, in rue Saint-Antoine, il titolo di Biblioteca della Città di Parigi. Successivamente fu trasferita all'ex Hôtel des Vivres, agli ex edifici annessi di Saint-Jean-en-Grève e nel 1835 al Quai d'Austerlitz prima di essere installata nel municipio.
Le collezioni della biblioteca vennero completamente distrutte durante l'incendio al municipio, durante la Comune di Parigi il 24 maggio 1871. Una nuova biblioteca comunale venne realizzata grazie al bibliotecario Jules Cousin, che donò alla città la sua collezione personale composta da circa 6 000 libri e 10 000 stampe.
Dal 1872, questa biblioteca "pubblica e specialmente dedicata alla storia di Parigi" (Secondo la decisione dell'allora Prefetto della Senna, Léon Say, nel 1872) venne installata all'Hôtel Carnavalet, dove fu creato un museo dedicato alle collezioni storiche della città di Parigi.
Nel 1893, dopo il ritiro di Jules Cousin, la biblioteca contava 100 000 volumi. Le collezioni del museo e della biblioteca, essendo molto ricche, vennero divise tra i due istituti nel 1898: il museo rimase al Carnavalet e la biblioteca fu allestita in un hotel conosciuto più tardi come hotel Le Peletier de Saint-Fargeau al 29 rue de Sévigné. Il museo ha un gabinetto di stampe separato dalle collezioni della biblioteca.
A Jules Cousin succedette Lucien Faucou e quindi Paul Le Vayer. Nel 1903 Marcel Poëte prese le redini della biblioteca. Fu, assieme a Jules Cousin, uno dei bibliotecari ad aver reso famosa la biblioteca storica della città di Parigi. La rinominò temporaneamente Institut d'histoire, de géographie et d'économie urbaines de la Ville de Paris.
Il trasferimento della biblioteca all'Hôtel de Lamoignon, nel 1968, e la sua apertura nel gennaio 1969, dopo i lavori di restauro e sviluppo dei tre architetti Jean Creuzot, Jean-Pierre Paquet e André Vois, segnò il rinnovo della biblioteca.

### Hotel Angoulême o Lamoignon

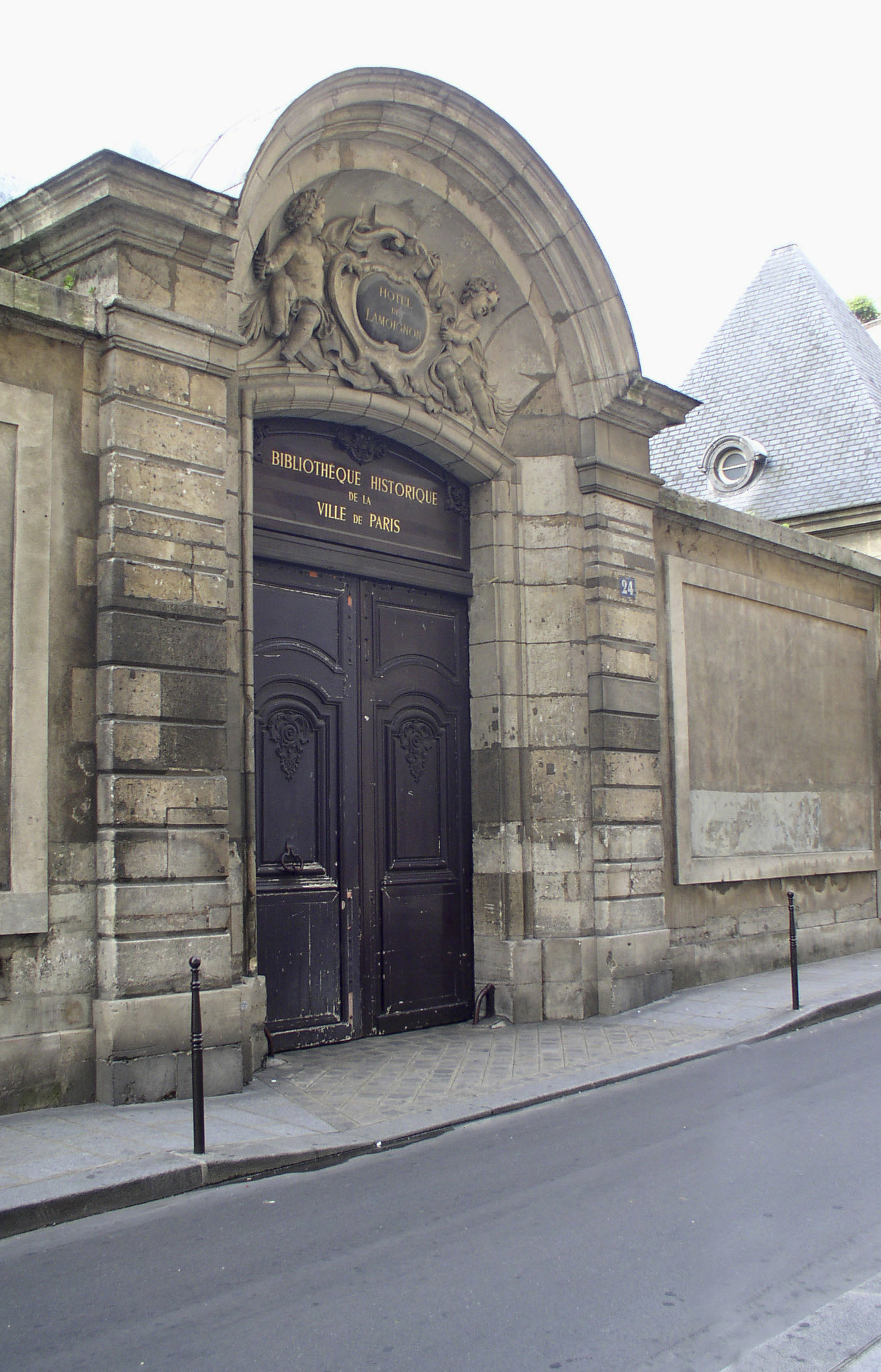
Portale dell'Hôtel d'Angoulême-Lamoignon

Situato all'angolo tra rue Pavée e rue Neuve Sainte-Catherine (ora rue des Francs-Bourgeois), l'Hôtel d'Angoulême-Lamoignon fu costruito alla fine del XVI secolo per Diane de France, duchessa di Angoulême, figlia naturale di Re Enrico II. Suo nipote, Charles d'Angoulême, figlio di Carlo IX e Marie Touchet, ereditò questo palazzo nel 1619 alla morte della duchessa e vi visse fino al 1650. L'hotel fu poi condiviso tra diversi inquilini tra cui Guillaume I de Lamoignon, primo presidente del Parlamento di Parigi, che lo occupò dal 1658 con una vera e propria accademia di umanisti raccolti intorno a lui per diversi decenni. La famiglia Lamoignon divenne proprietaria dell'hotel nel 1688. L'hotel fu acquisito dalla Città di Parigi nel 1928, ma il programma di lavori di restauro e ampliamento, deciso nel 1941, fu completato solo una ventina d'anni dopo. L'hotel è stato classificato come monumento storico nel 1937.

### Il padiglione e le statue
Nel cortile, un piccolo padiglione moderno conserva la memoria dei primi due abitanti dell'hotel: Diane de France e Charles d'Angoulême. Le loro statue funerarie, già nel Museo del Louvre e nel Museo di Versailles, provengono dalla cappella funeraria, acquistata dalla duchessa per ospitare le tombe della sua famiglia, presso l'ex chiesa dei Minimi in Place des Vosges, distrutta durante la Rivoluzione.
La statua della duchessa è stata realizzata da Thomas Boudin nel 1621 e quella del nipote da Pierre II Biard.

## Le collezioni
Le collezioni della biblioteca comprendono più di 2 milioni di documenti di ogni genere, relativi alla storia di Parigi e dell'Île-de-France, alla letteratura e al teatro.
Sono costituiti da libri a stampa, giornali e vari documenti effimeri, manoscritti, mappe e piante e documenti iconografici (disegni, stampe, manifesti, cartoline e fotografie).

### Libri stampati
- Circa 300 000 volumi, dal XV secolo ai giorni nostri.
- Fondi individuali: Jules Cousin, Alfred Dreyfus (collezione Ochs), George Sand, François Villon, Guillaume Apollinaire, Jean Cocteau, Louis Guillaume.
- Catalogo del patrimonio e delle biblioteche specializzate della Città di Parigi[1]
- 300 incunaboli descritti nel volume VIII del catalogo regionale degli incunaboli nelle biblioteche pubbliche in Francia[2]
- Atti reali francesi dal XVI al XIX secolo): iconografia parigina con diari di viaggio a Parigi dal XVI al XIX secolo

### Riviste e giornali
- Circa 5 000 titoli di riviste e giornali dal XVII secolo ai giorni nostri, compresi 260 abbonamenti a pubblicazioni contemporanee, riportati anche in Sudoc[3]

- Giornali e riviste rari risalenti alla prima guerra mondiale sono disponibili in Gallica
- Archivio su carta che analizza articoli di periodici su Parigi e la regione parigina, inclusi circa 150 000 riferimenti dal 1945 al 2005.

### Mappe e planimetrie
- Circa 15 000 mappe di Parigi e dell'Île-de-France, manoscritti e stampe, dal XVI secolo ai giorni nostri.[4]
- Alcuni documenti sono stati digitalizzati e sono disponibili online sul portale delle biblioteche specializzate della città.

### Manoscritti
- Circa 20 000 manoscritti storici dal Medioevo al XX secolo: una panoramica generale delle collezioni di manoscritti e archivi della Biblioteca è disponibile sul Catalogo collettivo della Francia[5]. Argomenti trattati: topografia di Parigi, archeologia di Parigi, Parigi rivoluzionaria, carte di studiosi, teatro, letteratura francese del XIX e XX secolo.
- Fondi individuali: George Sand, Jules Michelet, Jean Cocteau, Voltaire, Marie-Louise Bouglé, Charles-Félix Parent de Rosan[6]. Il catalogo delle sue carte al BHVP può essere consultato sul Catalogo collettivo di Francia, Madeleine Vionnet, ecc.
- Alcuni dei manoscritti e degli archivi sono catalogati e disponibili per la consultazione solo sul Catalogo collettivo della Francia[7], sezione manoscritti: corrisponde a quelli descritti nei due volumi a stampa del Catalogo generale dei manoscritti delle biblioteche pubbliche in Francia. - Tomi LIX e LX. Biblioteca storica della città di Parigi. Di Michèle Vasseur-Depoux , Parigi, Biblioteca nazionale, 1975-1981.

### Immagini

#### Disegni
La Biblioteca storica ha principalmente disegni che rappresentano Parigi o edifici di Parigi. Sono in piccolo numero, poiché la collezione originale costituita da Jules Cousin venne dotata al Museo Carnavalet durante la spartizione del 1898.
Alcuni sono digitalizzati e possono essere consultati sul portale delle biblioteche specializzate cittadine: collezione del castello di Vincennes XVII - XVIII secolo), collezione di Jules-Denis Thierry sull'Arco di Trionfo del 1836, progetti di Victor Baltard per le vecchie Halles, ecc.

#### Stampe
La collezione di stampe è costituita, tra le altre, dalla serie nota come Petite iconographie parisienne, composta da varie illustrazioni del XIX e XX secolo ritagliate da giornali o libri di storia parigini, raccolti per arrondissement e ordine alfabetico delle strade di Parigi.
- Circa 80 000 manifesti dal XVI al XX secolo.
- Fondo composto principalmente da manifesti politici tipografici sulla Rivoluzione francese, le rivoluzioni del XIX secolo, le elezioni municipali del XIX e XX secolo, la vita a Parigi durante le due guerre mondiali, ecc.

#### Cartoline
- Circa 200 000 cartoline del XIX secolo e dell'inizio del XX secolo di Parigi e della regione parigina.

#### Fotografie
- Circa 500 000 fotografie dal XIX secolo ad oggi (vedute di Parigi e della regione parigina, ritratti)
- Fondi individuali: Lansiaux, André Vigneau, André Zucca, fondo France-Soir, Thérèse Bonney, René-Jacques.
- Un certo numero è ora digitalizzato e consultabile sul portale del patrimonio e delle biblioteche specializzate del Comune, sezione Beni digitalizzati: 304 fotografie di Hippolyte Blancard sui danni causati dalla guerra del 1870, 115 stampe che rappresentano Parigi alla fine del XIX secolo di Pierre Emonts dai negativi di Charles Marville, 501 fotografie di René-Jacques di Parigi degli anni 1940-1960.

### Collezioni teatrali
Il cuore delle collezioni teatrali è la biblioteca dell'Association de la Régie théâtrale (ART), entrata nel 1969. Questo fondo documenta principalmente la vita dei teatri privati parigini nel XIX e nel XX secolo attraverso un'ampia varietà di documenti: libri, manoscritti comprendenti più di 6 000 registrazioni di produzioni drammatiche e liriche, corrispondenza, programmi teatrali (circa 60 000), modelli e bozzetti di scene e costumi (circa 2 000), fascicoli di articoli di stampa, fotografie di scena e personaggi, poster, stampe, eccetera.
Sono attualmente segnalati:
- registrazioni di produzioni drammatiche nel Catalogo collettivo della Francia[7]
- Programmi di teatro parigino nel Catalogo del patrimonio e biblioteche specializzate della città di Parigi[8].
- il repertorio teatrale (testi di commedie pubblicati) nel Catalogo del patrimonio e biblioteche specializzate della città di Parigi[9].

Sono conservate anche collezioni specifiche di registi, decoratori, registi teatrali e attori, come la collezione Jacques Hébertot, gli archivi Jean Mercure, la collezione Jacques Noël, gli archivi dei tour di Baret e persino i fondi dei Jacques Brothers.
Il fondo generale del BHVP è anche ricco di migliaia di pezzi teatrali del XVIII, XIX e XX secolo e di vecchie riviste di teatro.

### Documenti effimeri
La biblioteca ha una collezione di documenti effimeri, precedentemente chiamati Actualités, su Parigi e la sua regione, che riuniscono documenti volanti, raramente conservati. Parti di strade, stampe di città, volantini, documenti biografici, fatture commerciali, menu di ristoranti, cataloghi commerciali per lo più della fine del XIX secolo e della prima metà del XX secolo, classificati tematicamente o geograficamente.

## Sala di lettura

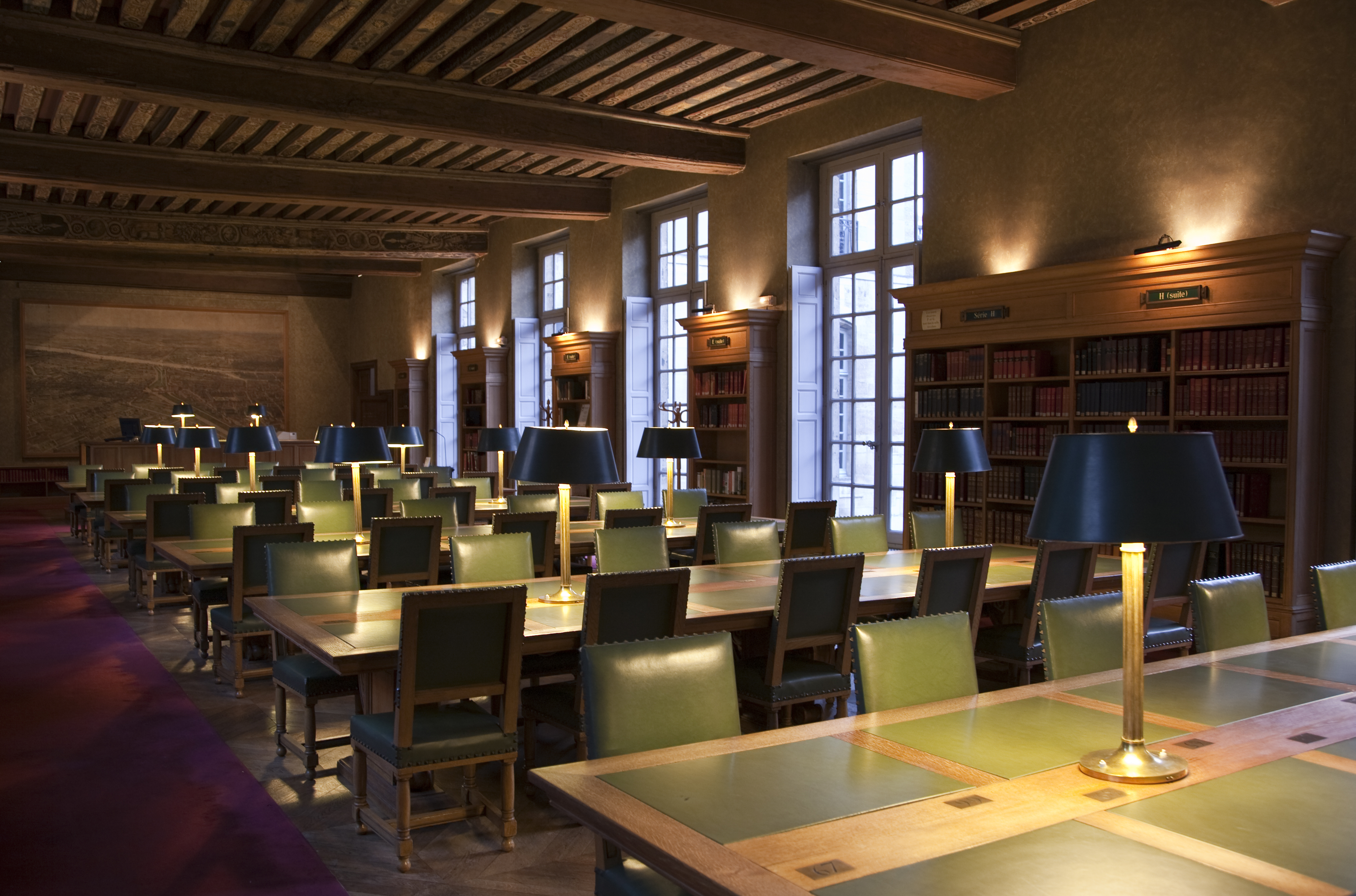
Sala di lettura della BHVP.

Una sala di lettura da 86 posti consente la consultazione dei documenti e l'accesso alle postazioni informatiche (catalogo informatizzato, risorse elettroniche, internet). I documenti possono essere consultati solo in loco. I materiali della biblioteca possono essere fotografati dai lettori in base al loro stato di conservazione e nel rispetto delle leggi sul copyright.

## Mostre
La Biblioteca storica ha organizzato mostre dal 1903 al 1913, durante la gestione del suo direttore Marcel Poëte; poi di nuovo all'hotel Lamoignon nel 1973, e dal 1993 alla Galleria delle biblioteche della città di Parigi (22 rue Malher, IV arrondissement), chiusa nel 2017.

## Azione culturale
La biblioteca organizza periodicamente visite e presenta regolarmente conferenze relative a una particolare specialità delle sue collezioni.
Inoltre espone regolarmente documenti nelle vetrine della reception della biblioteca.
Ogni anno partecipa all'accoglienza del pubblico nell'ambito delle Giornate europee del patrimonio di settembre.

## Informazioni utili
La biblioteca è aperta dal lunedì al sabato dalle 10 ore 18. Chiusa domenica e festivi. La registrazione è gratuita e dà accesso a tutta la rete di biblioteche specializzate della città di Parigi. La tessera del lettore viene rilasciata ad ogni adulto su presentazione di carta d'identità e fornitura di una fotografia per l'identificazione.
Un lettore che desideri consultare documenti non indicati nel catalogo o nel Catalogo collettivo della Francia può inviare una mail.